# Der junge Hercules
Der junge Hercules (Original: Young Hercules) ist ein Ableger der US-amerikanischen Fernsehserie Hercules: The Legendary Journeys. Ryan Gosling spielt die Hauptrolle des namensgebenden Helden der Serie, welche am 12. September 1998 ihre Premiere beim Sender Fox Kids Network feierte. Zu einer deutschen Erstausstrahlung kam es ab 1. September 1999 bei Premiere Film. Eine erneute TV-Ausstrahlung erfolgte ab 27. Oktober 2014 bei Universal Channel.

## Besetzung und Synchronisation
Die deutsche Synchronisation der Serie erfolgte bei der Studio Funk GmbH & Co. KG, Hamburg nach Dialogbüchern und unter der Dialogregie von Boris Tessmann.
| Schauspieler   | Charakter | Synchronsprecher   |
| -------------- | --------- | ------------------ |
| Ryan Gosling   | Hercules  | Christian Stark    |
| Dean O’Gorman  | Iolaus    |                    |
| Kevin Smith    | Ares      | Walter von Hauff   |
| Chris Conrad   | Jason     | Sascha Draeger     |
| Nathaniel Lees | Cheiron   | Henry König        |
| Angela Dotchin | Kora      | Marion von Stengel |
| Jodie Rimmer   | Lilith    |                    |
| Daniel Gillies | Antos     |                    |

## Veröffentlichung in Deutschland
Koch Media veröffentlichte die Serie im deutschsprachigen Raum auf DVD.
- Die erste Hälfte der Staffel erschien am 5. Oktober 2012.[4]
- Die zweite Hälfte der Staffel erschien am 25. Januar 2013.[5]
- Eine Box bezeichnet als "Die komplette Serie" erschien am 15. Januar 2015[6]